# 铜山路站
铜山路站是徐州地铁1号线的地铁站，位于中华人民共和国江苏省徐州市云龙区三环东路与城东大道交叉口东侧，于2019年9月28日开通。

## 车站结构
铜山路站沿三环东路路东南北设置，为地下二层岛式站台车站，车站长211.4米，标准段宽21.2米，车站地下一层为站厅层，地下二层为站台层，站台设置全高站台门。
| 地面              | 出入口 | 1、2、3、4a、4c出入口                                                                                     |
| 地下一层          | 站厅   | 客服中心、自动售票机、验票机                                                                              |
| 地下二层          | 站台   | \| \| \| █ 1号线往路窝（子房山） \| \| 島式 · 開左邊车门 \| \| \| \| \| \| █ 1号线往徐州东站（黄山垅） \| |
|                   |        | █ 1号线往路窝（子房山）                                                                                   |
| 島式 · 開左邊车门 |        | |
|                   |        | █ 1号线往徐州东站（黄山垅）                                                                               |

## 车站出口
铜山路站目前开放5个出入口，各出口及周围设施如下所示：
| 出口编号            | 照片 | 出口指示         | 建议前往的目的地                             |
| ------------------- | ---- | ---------------- | -------------------------------------------- |
| 1 · 出口            |      | 城东大道（南侧） | 徐州万科尚都会                               |
| 2 · 出口            |      | 城东大道（南侧） | 徐州万科尚都会，徐工集团徐州重型机械有限公司 |
| 3 · 出口 · （设有） |      | 城东大道（北侧） | 北坝山小区                                   |
| 4 · a · 出口        |      | 三环东路（西侧） | 中国人民解放军第七十一集团军医院             |
| 4 · c · 出口        |      | 三环东路（东侧） | 富春山居                                     |
| 图例： 设有         |      |                  |                                              |

## 接驳交通

### 公交车
- 铜山路口：5路、18路、18路夜班、46路、46路夜、50路、52路
- 九七医院(瑞康口腔医院)：5路、10路、18路、18路夜班、25路、25路夜、46路、46路夜、50路、52路、80路、81路、81路大站快车、81路区间、606路、810路、813路、969路、K25路、K2路、专20路

## 车站历史
- 2017年1月4日，车站主体结构封顶[2]。
- 2019年9月28日，车站随1号线一期通车开通[1]。